# Paradise Valley
Paradise Valley és una població dels Estats Units a l'estat d'Arizona. Segons el cens del 2007 tenia 14.921 habitants.

## Demografia
Segons el cens del 2000, Paradise Valley tenia 13.664 habitants, 5.034 habitatges, i 4.163 famílies La densitat de població era de 340,4 habitants/km².
Dels 5.034 habitatges en un 33,3% hi vivien nens de menys de 18 anys, en un 76,1% hi vivien parelles casades, en un 4,3% dones solteres, i en un 17,3% no eren unitats familiars. En el 13,6% dels habitatges hi vivien persones soles el 6,9% de les quals corresponia a persones de 65 anys o més que vivien soles. El nombre mitjà de persones vivint en cada habitatge era de 2,71 i el nombre mitjà de persones que vivien en cada família era de 2,98.
Per edats la població es repartia de la següent manera: un 24,9% tenia menys de 18 anys, un 4% entre 18 i 24, un 18,8% entre 25 i 44, un 35,9% de 45 a 60 i un 16,4% 65 anys o més.
L'edat mediana era de 46 anys. Per cada 100 dones de 18 o més anys hi havia 96,1 homes.
La renda mediana per habitatge era de 150.228 $ i la renda mediana per família de 164.811 $. Els homes tenien una renda mediana de 100.000 $ mentre que les dones 52.302 $. La renda per capita de la població era de 81.290 $. Aproximadament l'1,9% de les famílies i el 2,5% de la població estaven per davall del llindar de pobresa.

## Poblacions més properes
El següent diagrama mostra les poblacions més properes.